# Église Saint-Pierre de Machennes
L'église Saint-Pierre de Machennes est une église de style roman saintongeais située à Mazerolles (Charente-Maritime) en Saintonge, dans le département français de la Charente-Maritime en région Nouvelle-Aquitaine.

## Localisation
L'église est située dans le département français de la Charente-Maritime, sur l'ancienne commune de Machennes.

## Description
L'église paroissiale Saint-Pierre est romane du XIIe siècle. Elle a un portail en plein cintre avec quatre voussures et son chevet plat a quatre lancettes pour l'illuminer. Son clocher, entre nef et abside est carré et les baies, rectangulaires le fait ressembler à donjon crénelé.
Elle possède un baptistère d'une cuve scellée à gauche du revers du porche.

Église de Machennes
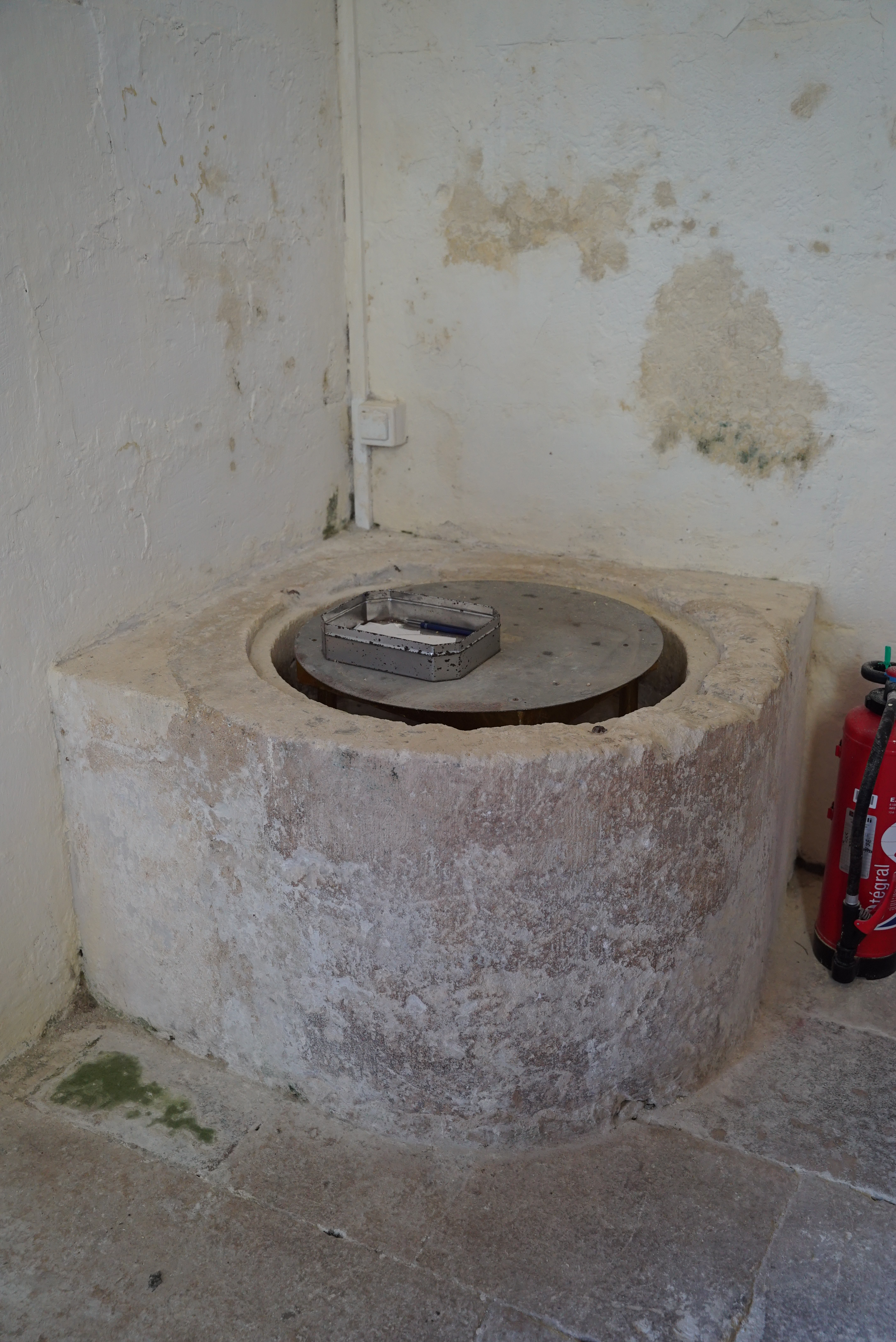
Baptistère,
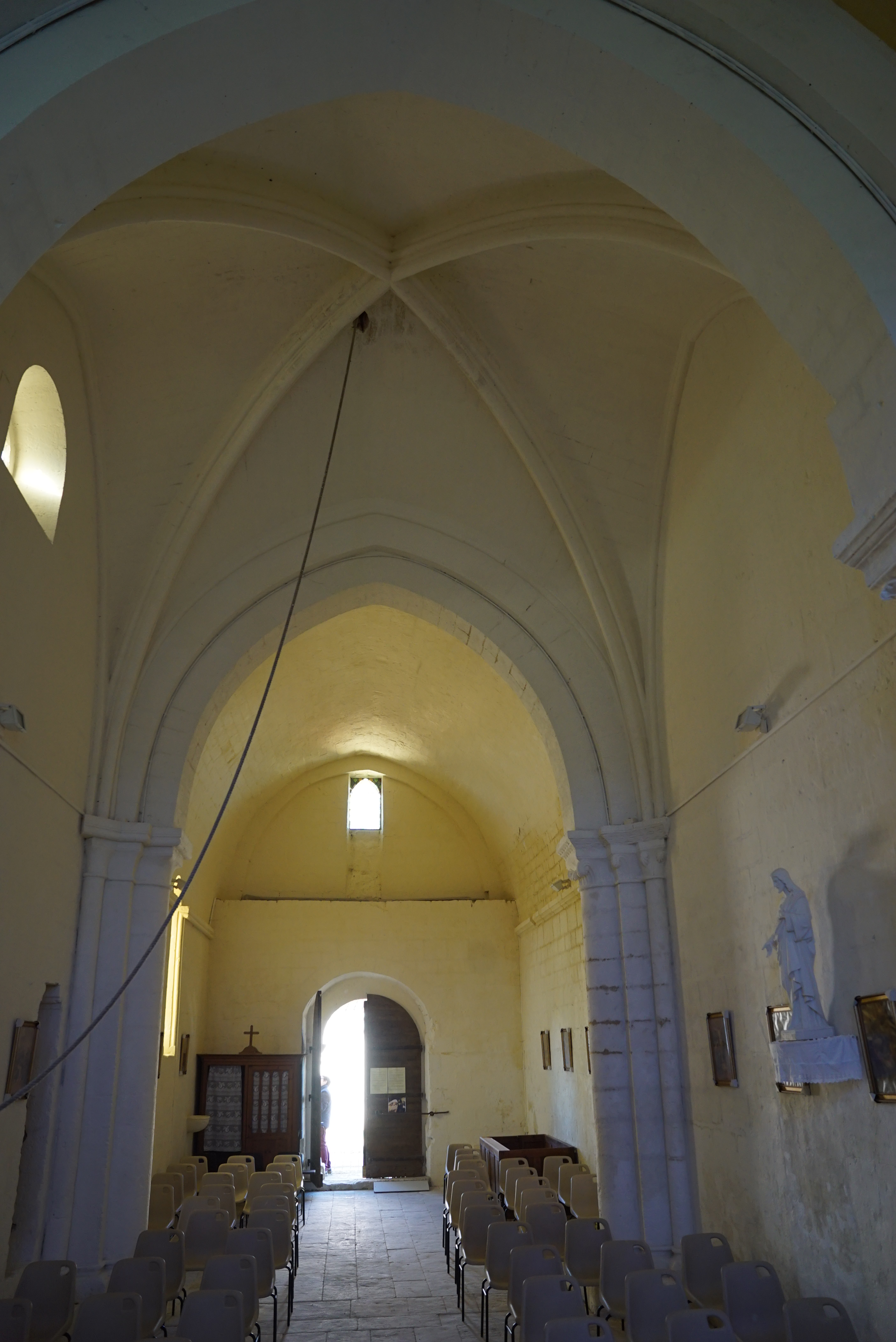
la nef,
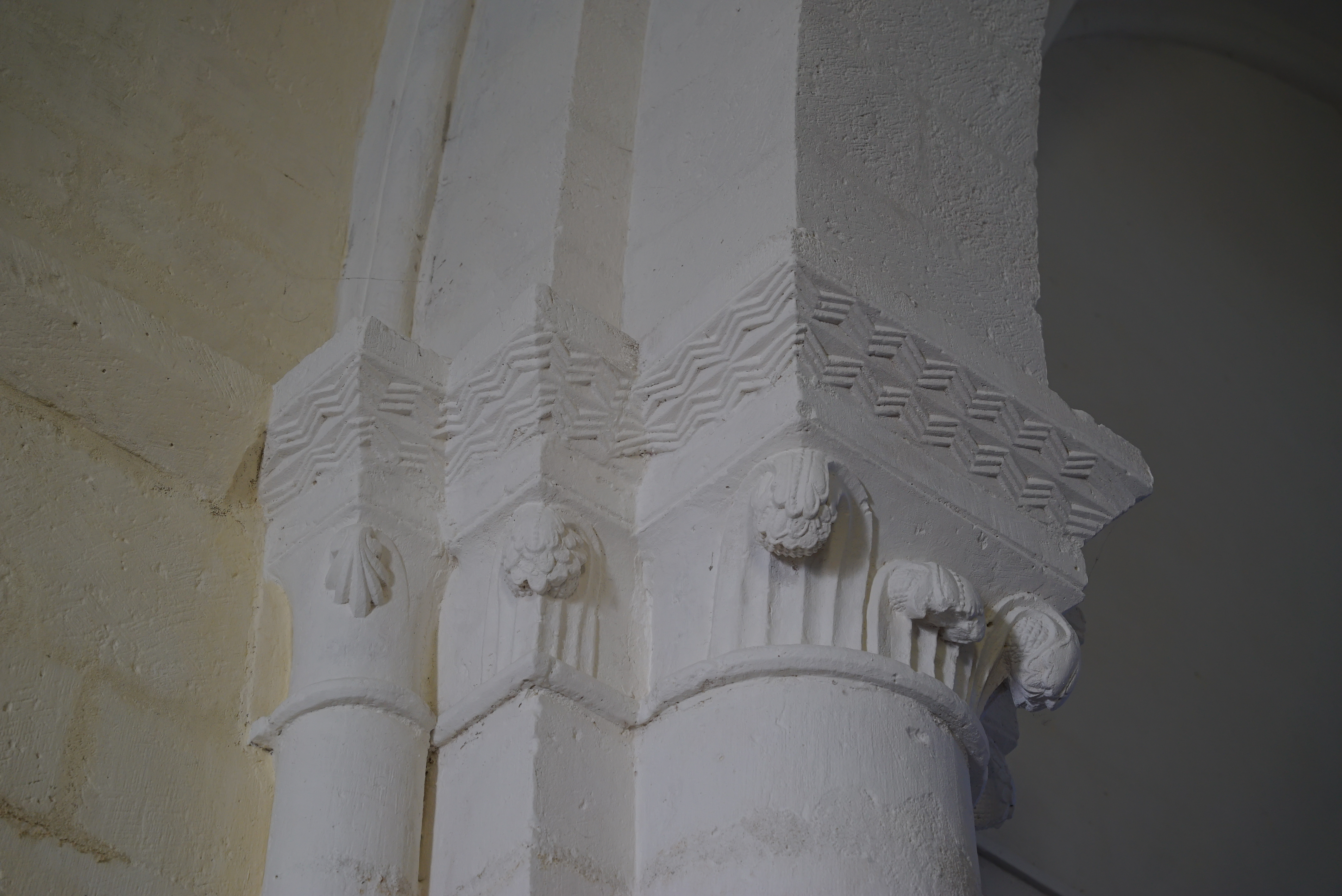
chapiteau,
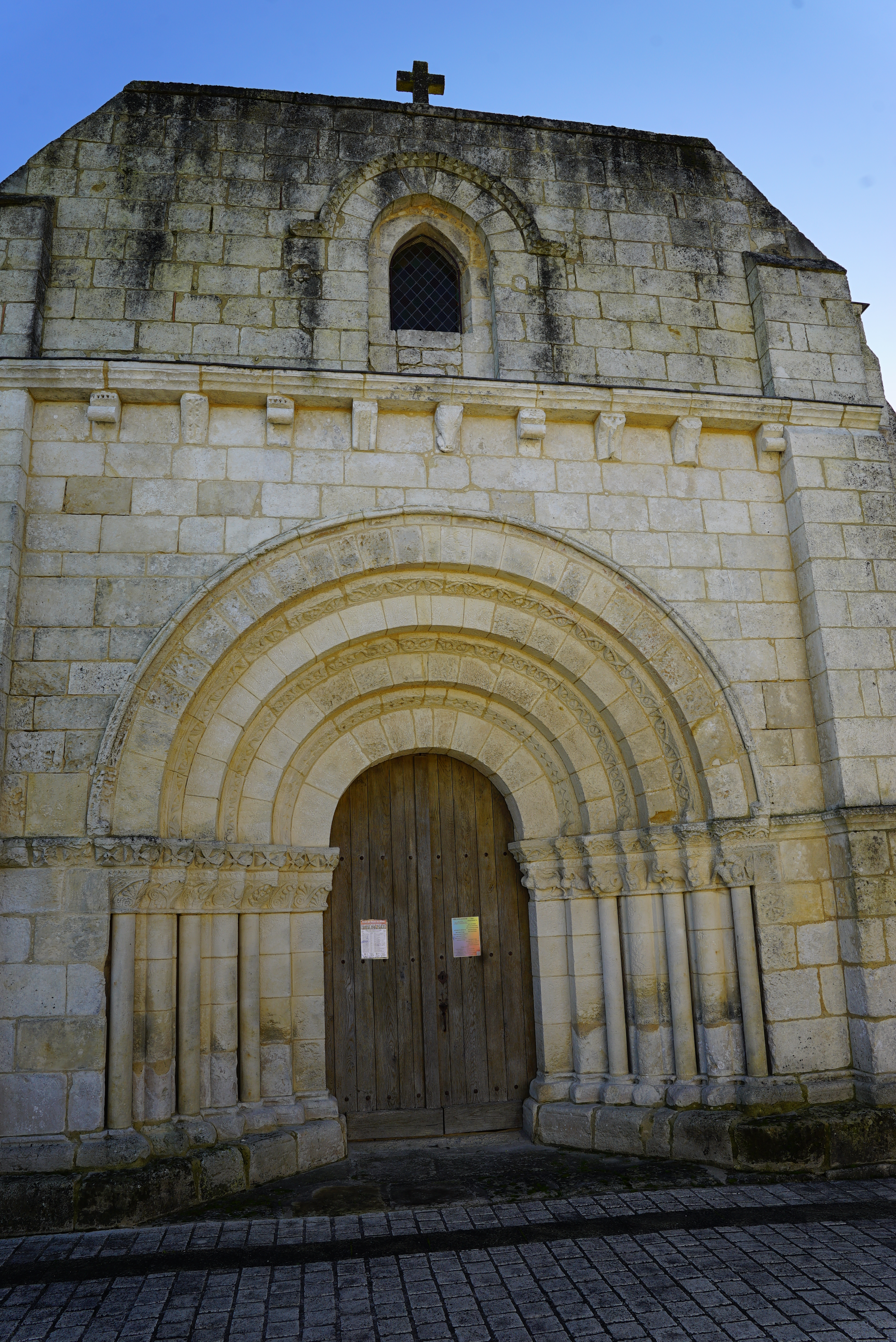
porche,
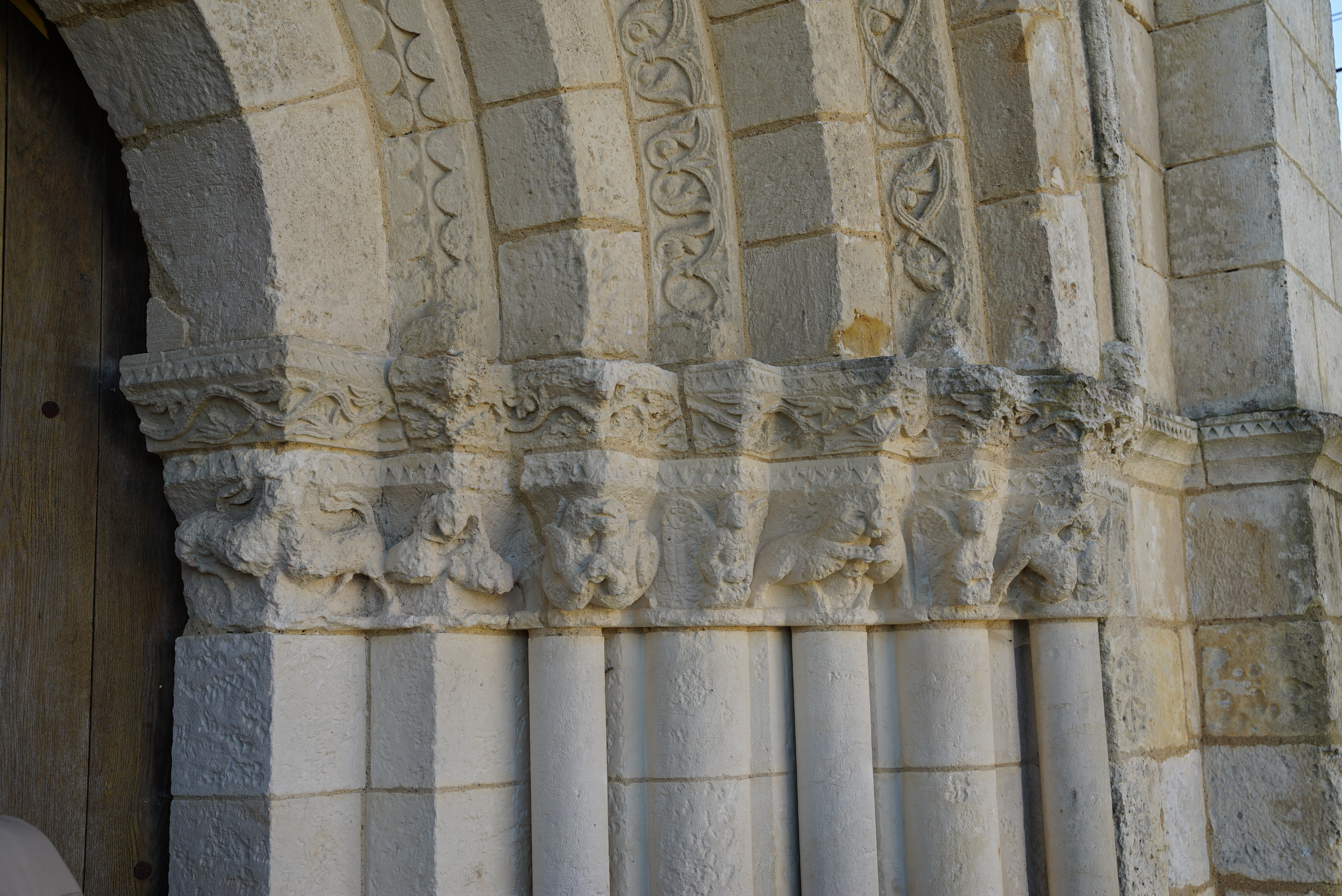
sculptures du portail,
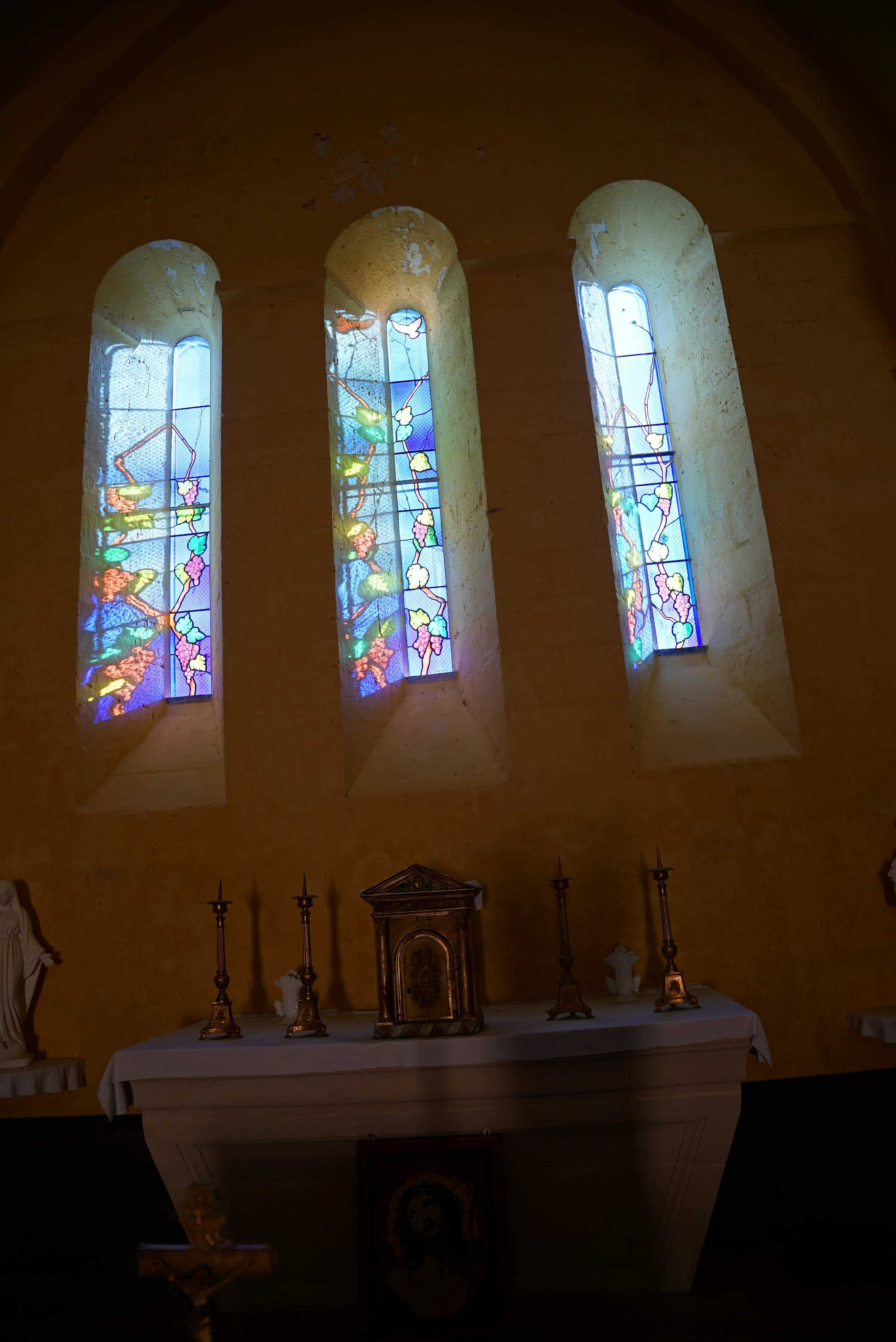
chevet plat.

## Protection
Elle est inscrite monument historique depuis 1935.